# Książenice (województwo mazowieckie)
Książenice – wieś sołecka w Polsce położona w województwie mazowieckim, w powiecie grodziskim, w gminie Grodzisk Mazowiecki.
Miejscowość jest siedzibą rzymskokatolickiej parafii św. Jana Marii Vianneya.

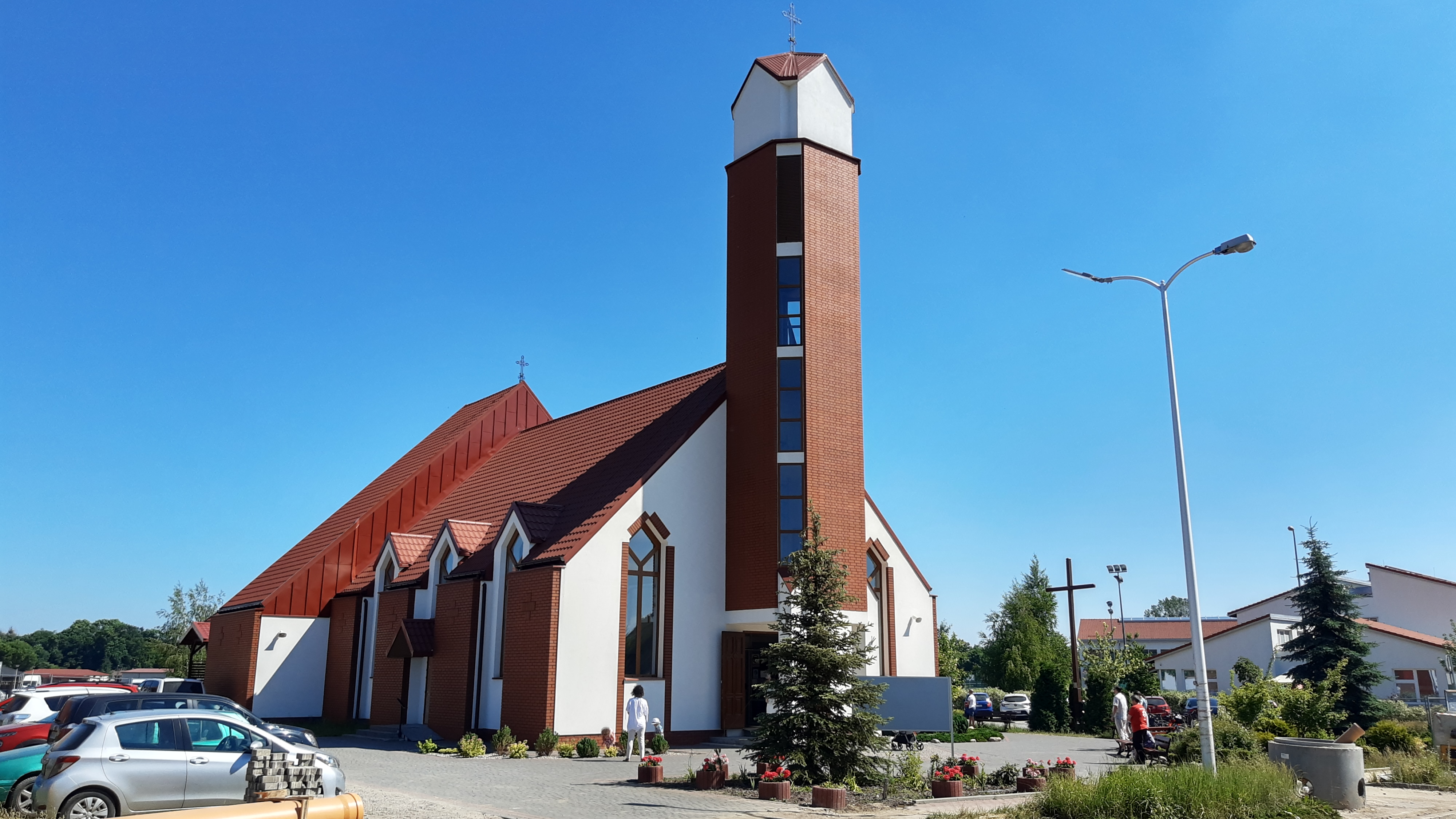
Kościół Św. Jana Marii Vianneya

Wieś królewska Ksiągienice położona była w drugiej połowie XVI wieku w powiecie błońskim ziemi warszawskiej województwa mazowieckiego.

## Historia
Pierwsze wzmianki o Książenicach pochodzą z roku 1565, kiedy podległy lustracji i zostały ujęte w spisie "Lustracja województwa mazowieckiego" jako część królewszczyzn, będąca dzierżawą biskupa płockiego Andrzeja Noskowskiego.
Była to w XVIII w. królewszczyzna emfiteuza Mioduskiego, płacąca 347 zł podatku. Od około 1853 roku Książenice należały do Eustachego Marylskiego. Jego posiadłość odwiedzał wówczas poeta Kazimierz Brodziński (dawny nauczyciel Marylskiego) i przesiadywał w jego ogrodzie.
Na początku XX wieku właścicielem Książenic był Jerzy Rozwadowski, w czasie wojny członek ZWZ-AK, który po wyzwoleniu z niemieckiej niewoli wyemigrował do Kanady. Po wojnie majątek został przekształcony w PGR.
We wsi znajduje się dwór z ok. 1930 r. w stylu "dworkowym" barokowo-klasycystycznym, zbudowany dla Marii Rozwadowskiej, od 1933 r. należał do rodziny Oppenheimów. 
W latach 1954–1959 wieś należała i była siedzibą władz gromady Książenice, po jej zniesieniu w gromadzie Grodzisk Mazowiecki. W latach 1975–1998 miejscowość administracyjnie należała do województwa warszawskiego.
W sierpniu 1982 roku, na terenie znajdującej się w Książenicach jednostki wojskowej JW 1450, doszło do zapłonu, a w konsekwencji do wybuchu lasek prochowych silników startowych składowanych dla dywizjonów rakietowych wyposażonych w zestawy Wołchow. W wyniku wypadku zginęła jedna osoba.
Od 2000 roku wieś Książenice notuje wzrost liczby mieszkańców w związku z powstaniem na jej terenie Osiedla Książenice. Populacja wsi Książenice w przeciągu 10 lat (2011-21) wzrosła z 1214 do 3291 mieszkańców
W 2008 roku w Książenicach odbyły się Otwarte Mistrzostwa Polski w Landkitingu o Puchar Burmistrza Grodziska Mazowieckiego.
Urodził się tu Jerzy Rozwadowski – polski dziennikarz i pisarz.
W latach 2019–2020 powstał w Książenicach Ośrodek Badawczo-Rozwojowy oraz Ośrodek Treningowo-Szkolny Legii Warszawa.